# 2016 en Syrie
Cet article présente les faits marquants de l'année 2016 en Syrie.

## Évènements

### Janvier
- 25 janvier : victoire de l'armée syrienne à la bataille de Cheikh Meskin contre les rebelles du Front du Sud et le Front al-Nosra.
- 31 janvier : 1er attentat de Sayyida Zeinab.

### Février
- 3 février : l'armée syrienne, soutenue par des milices chiites, l'Iran et la Russie, brise le siège de Nobl et Zahraa.
- 21 février : 2e attentat de Sayyida Zeinab ; attentat de Homs ; début de la bataille de Khanasser.
- 26 février : les Forces démocratiques syriennes prennent Al-Chaddadeh, un des principaux bastions de l’État islamique en Syrie.
- 27 février - 3 mars : raid de Tall Abyad.

### Mars
- Mars : deuxième bataille de Palmyre.

### Avril
- 13 avril : élections législatives.
- 20 au 22 avril : bataille de Qamichli.

### Mai
- 5 au 6 mai : bataille de Khan Touman.
- 23 mai : attentats de Tartous et Jablé.
- 31 mai au 12 août : bataille de Manbij.

### Juin
- Juin : offensive de Tabqa.

### Juillet
- 27 juillet : attentat de Qamichli.

### Août
- 24 août : début de l'opération Bouclier de l'Euphrate.
- 25 août : fin du siège de Daraya.

### Novembre
- 5 novembre : début de l'offensive de Raqqa.

### Décembre
- 8 au 11 décembre : troisième bataille de Palmyre.
- 10 décembre : début de la bataille d'al-Bab.
- 22 décembre : fin de la bataille d'Alep, les derniers rebelles et civils assiégés sont évacués, le régime syrien et ses alliés reprennent le contrôle total de la ville.